# Liste des espèces de coccinelles de Bretagne
La liste ci-dessous recense les coccinelles observées en Bretagne.
Le territoire considéré correspond aux départements de la Bretagne historique, soit les Côtes-d'Armor, le Finistère, l’Ille-et-Vilaine, la Loire-Atlantique et le Morbihan.
Ce travail d'inventaire des coccinelles de Bretagne, réalisé par Jean Chérel, a été publié pour la première fois en 1969, exclusivement en langue bretonne. Il a été ré-édité en 2010 par le Groupe d'étude des invertébrés armoricains (GRETIA), en français et en breton.

## Liste par famille
- Epilachninae
  - Henosepilachna argus, la coccinelle du melon
  - Subcoccinella vigintiquatuorpunctata

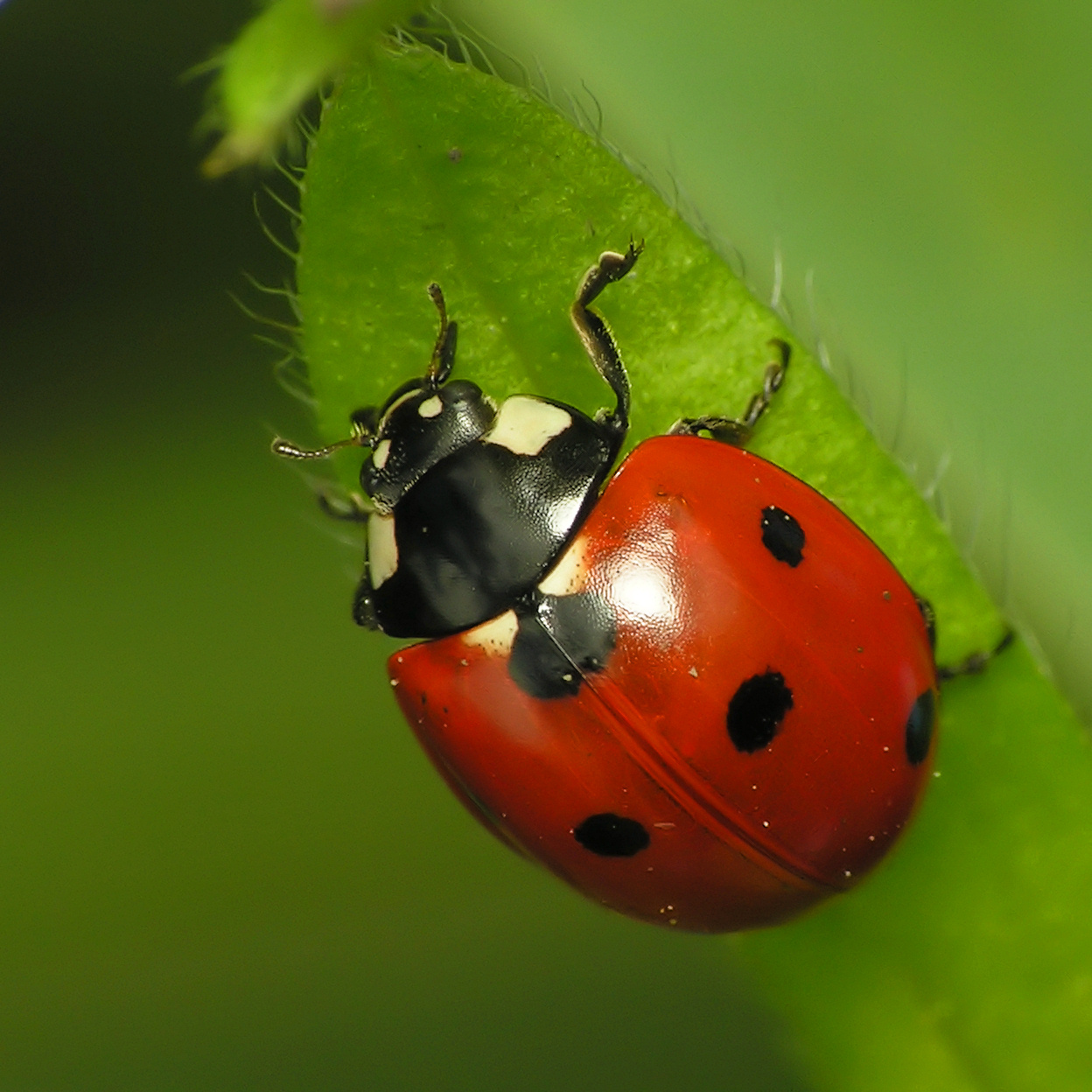
Coccinelle à 7 points
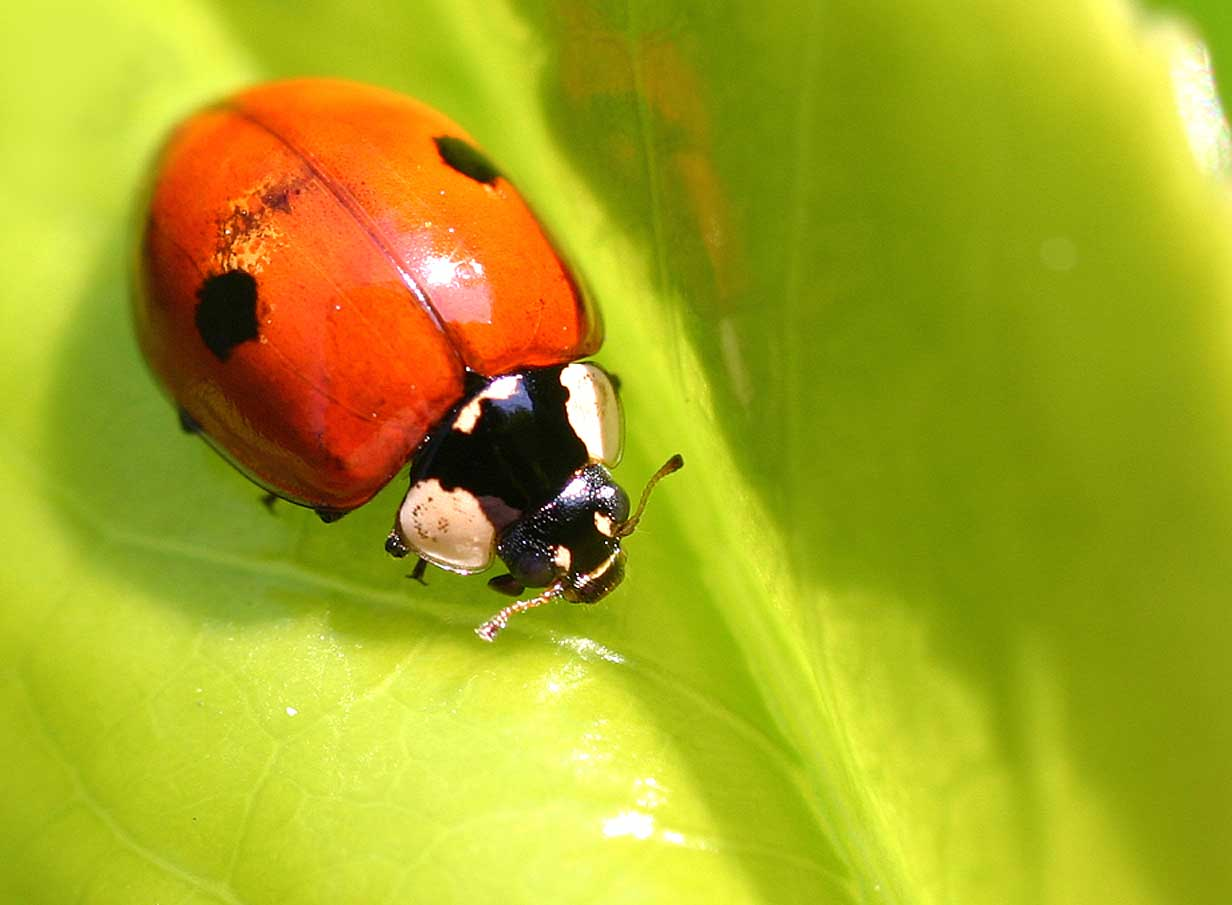
Coccinelle à 2 points
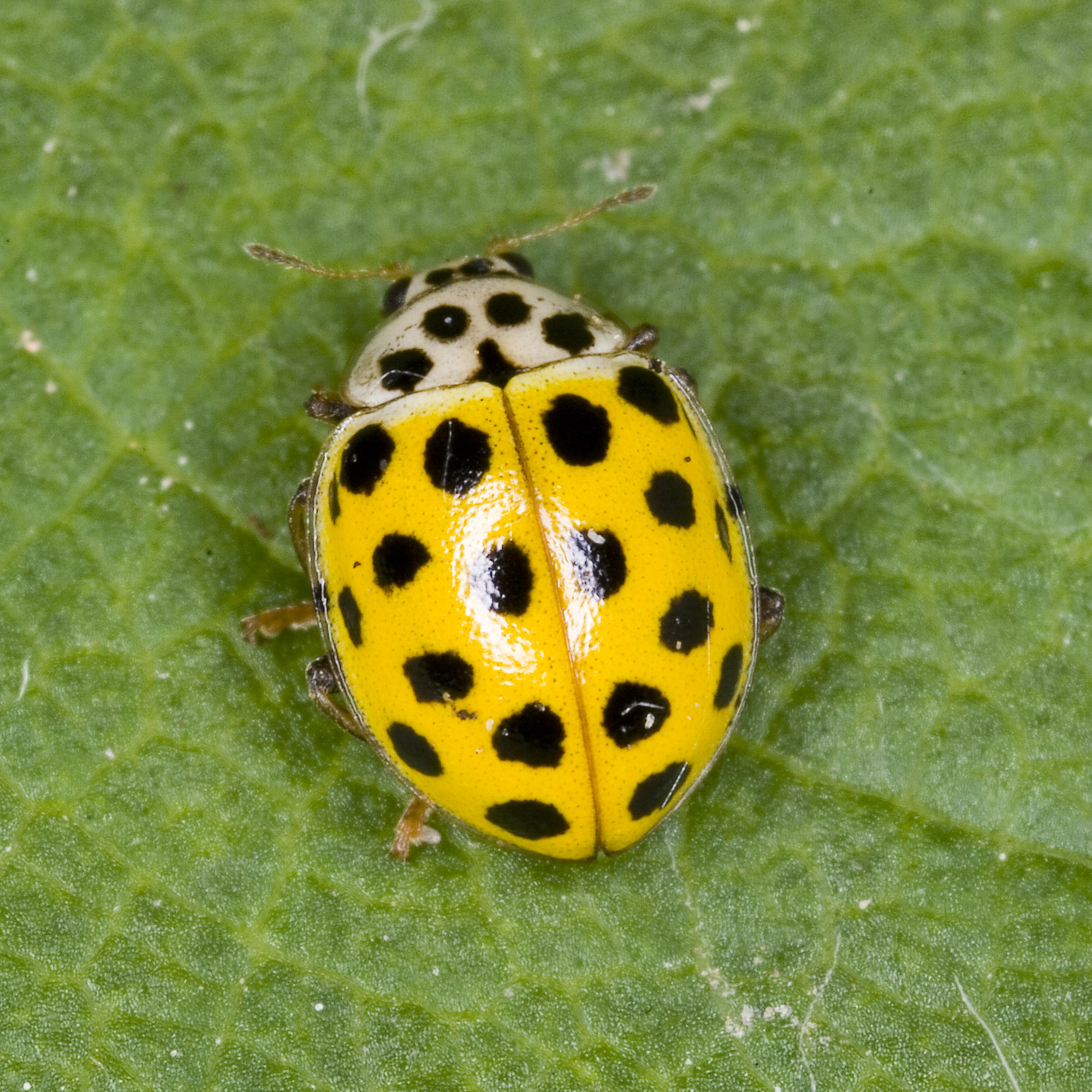
Coccinelle à 22 points
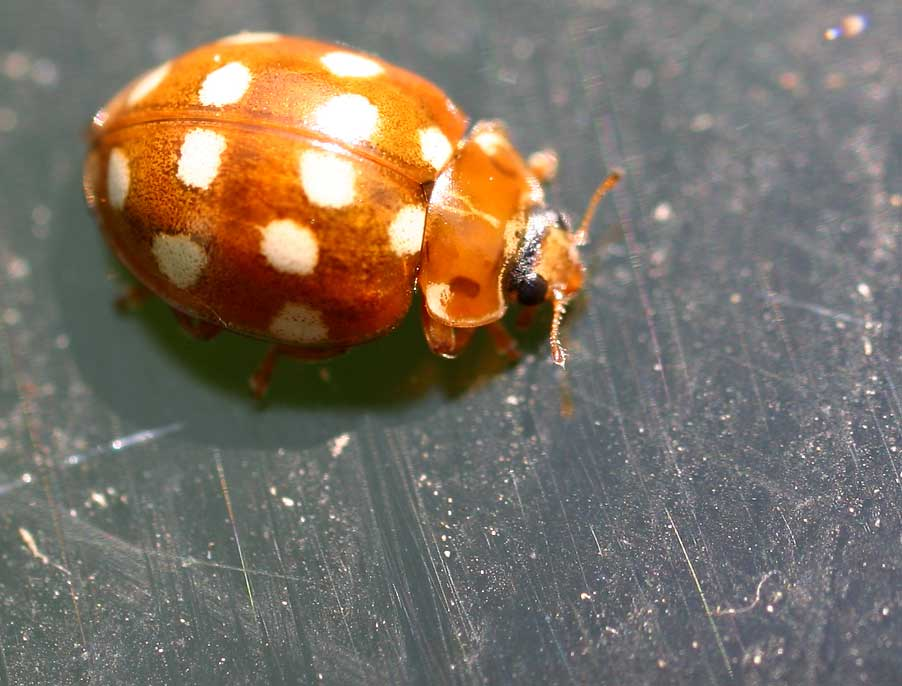
Coccinelle à 14 points
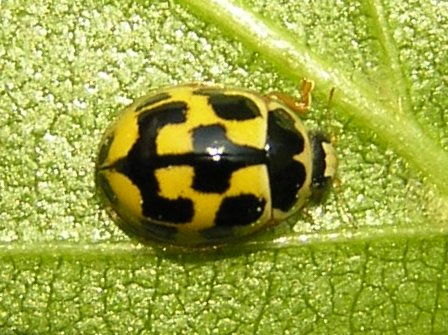
Coccinelle à damier

- Coccinellinae
  - Coccidula rufa
  - Coccidula scutellata
  - Rhizobius litura
  - Scymnus ferrugatus
  - Scymnus haemorrhoidalis
  - Scymnus ater
  - Scymnus auritus
  - Scymnus subvillosus
  - Scymnus pallidivestis
  - Scymnus suturalis
  - Scymnus nigrinus
  - Scymnus rubromaculatus
  - Scymnus abietis
  - Scymnus interruptus
  - Scymnus apetzi
  - Scymnus frontalis
  - Scymnus redtenbacheri
  - Scymnus quadrimaculatus
  - Scymnus punctillum
  - clitosthetus arcuatus
  - hyperaspis luteorubra
  - chilocorus renipustualtus
  - chilocorus bipustulatus
  - exochomus flavipes
  - exochomus quadripustulatus
  - Hippodamia tredecimpunctata
  - Hippodamia variegata
  - Aphidecta obliterata
  - Anisosticta novemdecimpunctata
  - Hippodamia undecimnotata
  - Tytthaspis sedecimpunctata
  - Coccinella septempunctata, la coccinelle à sept points ou parvole en gallo
  - Coccinella quinquepunctata
  - Coccinella undecimpunctata
  - Coccinella hieroglyphica
  - Harmonia quatordecimpustulata
  - Coccinella decempunctata
  - Oenopia conglobata
  - Oenopia doublieri
  - Harmonia quadripunctata
  - Adalia bipunctata, la coccinelle à deux points
  - Anatis occellata
  - Myzia oblongoguttata
  - Halyzia sedecimguttata
  - Vibidia duodecimguttata
  - Psyllobora vigintiduopunctata, la coccinelle à vingt-deux points
  - Calvia decemguttata
  - Calvia quatuordecimguttata, la coccinelle à quatorze points
  - Sospita vigintiguttata
  - Myrrha octodecimguttata
  - Propylea quatuordecimpunctata, la coccinelle à damier

Depuis 2008, on observe aussi en Bretagne la coccinelle asiatique, Harmonia axyridis, considérée comme une espèce invasive.

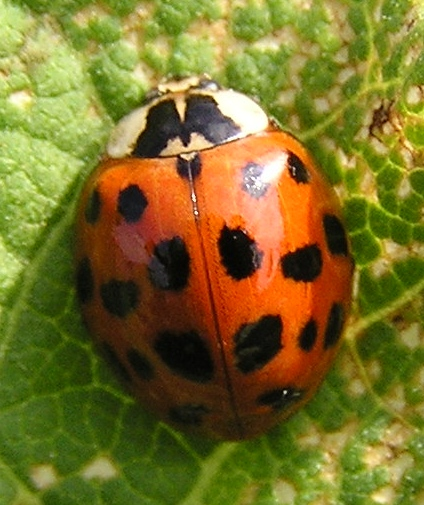
coccinelle asiatique

## Sources